# Chador

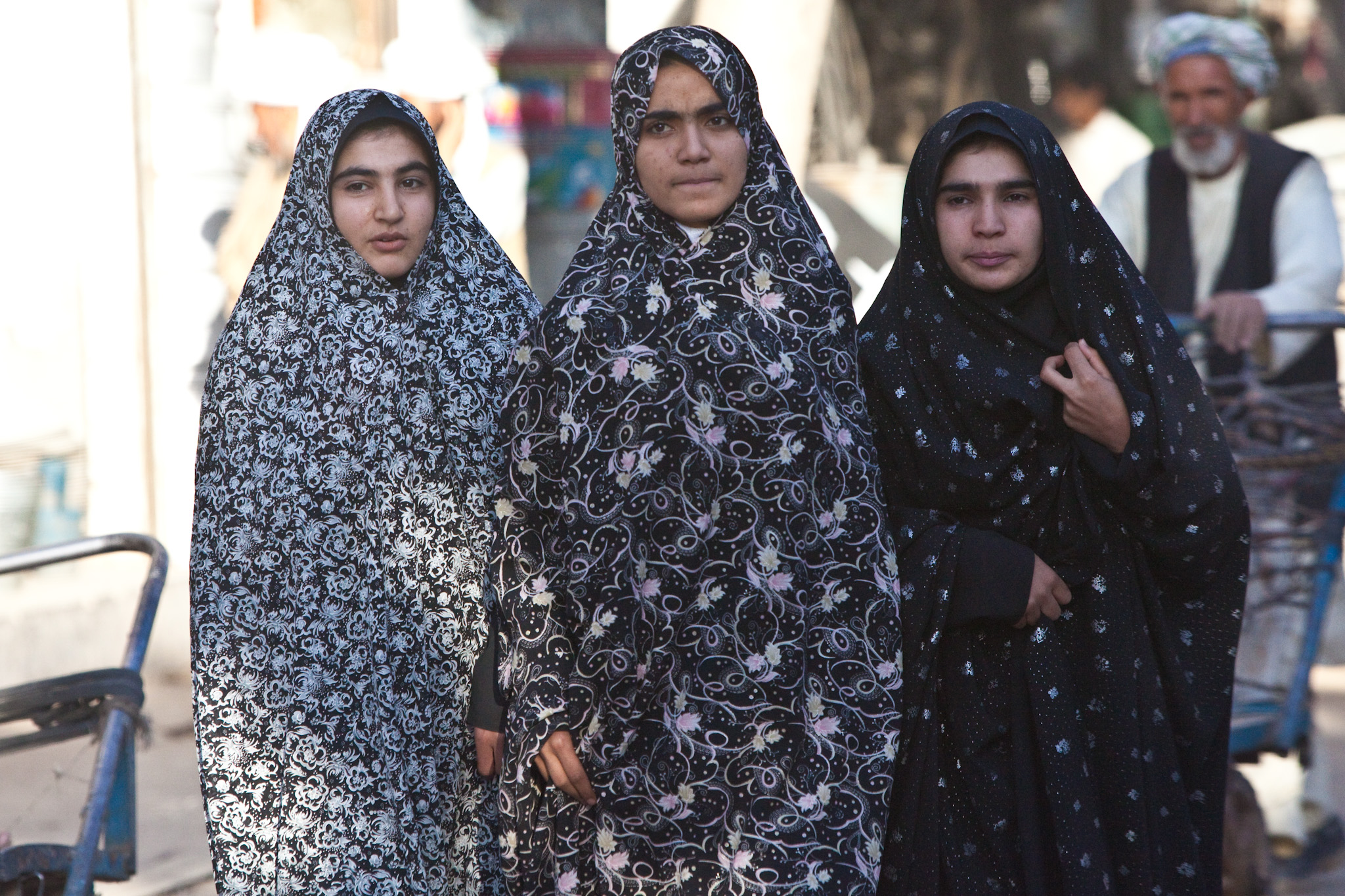
Donne di Herat, Afghanistan, con chador

Il chador o chadar (pron. [ʧaˈdɔr]; dal persiano چادر, ciâdar, "velo", "mantello"), è un indumento tradizionale iraniano simile a un mantello e a un foulard indossato da alcune donne quando devono comparire in pubblico.

## Caratteristiche
Si tratta di una stoffa semi circolare che ricopre il capo e le spalle, ma che lascia scoperto il viso, tenuto chiuso sotto il mento a incorniciare il volto. È uno dei possibili modi per seguire la legge islamica dello hijab. Viene indossato anche in altre nazioni oltre all'Iran, specialmente nel Medio Oriente, e da chi segue la dottrina islamica secondo la pratica della purdah, indipendentemente dalla nazionalità.
Tradizionalmente il chador, di colore chiaro o con stampe, veniva indossato con un foulard (ruwsari), una blusa (piraahan) e una gonna (daaman) o una gonna sopra dei pantaloni (shalwaar); questo stile viene tuttora adottato da alcune donne iraniane che vivono in zone rurali, specialmente quelle anziane. Storicamente, nelle zone urbane, il volto veniva coperto con un velo bianco rettangolare (ruband) che cominciava sotto gli occhi. Il chador moderno non richiede questo velo. All'interno delle abitazioni, particolarmente per le donne che vivono in zone urbane, il chador e il velo venivano tolti e venivano indossati degli abiti più freschi e leggeri, mentre oggigiorno nelle zone rurali le donne nelle proprie case continuano tuttora questa pratica.
Prima della moderna ripresa del chador, questo indumento di colore nero veniva usato soltanto ai funerali, mentre normalmente le donne indossavano  chador bianchi o con fantasie stampate. L'attuale governo iraniano, seguendo le idee dell'Ayatollah Khomeini, considera il nero il colore ideale per il chador. Alcune donne preferiscono comunque indossare ancora dei chador di colori più chiari e tra quelle più giovani ce ne sono diverse che ne indossano di colorati.

## Utilizzo in Iran
A differenza dell'hijab, il chador in Iran è obbligatorio solamente in certi centri religiosi come il santuario Imam Reza a Mashhad. Alcune donne più tradizionali e religiose scelgono di indossarlo anche per strada.

## Storia del chador

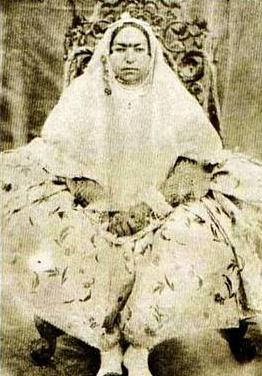
Malek Jahan Khanom, regina dell'impero persiano (1848)

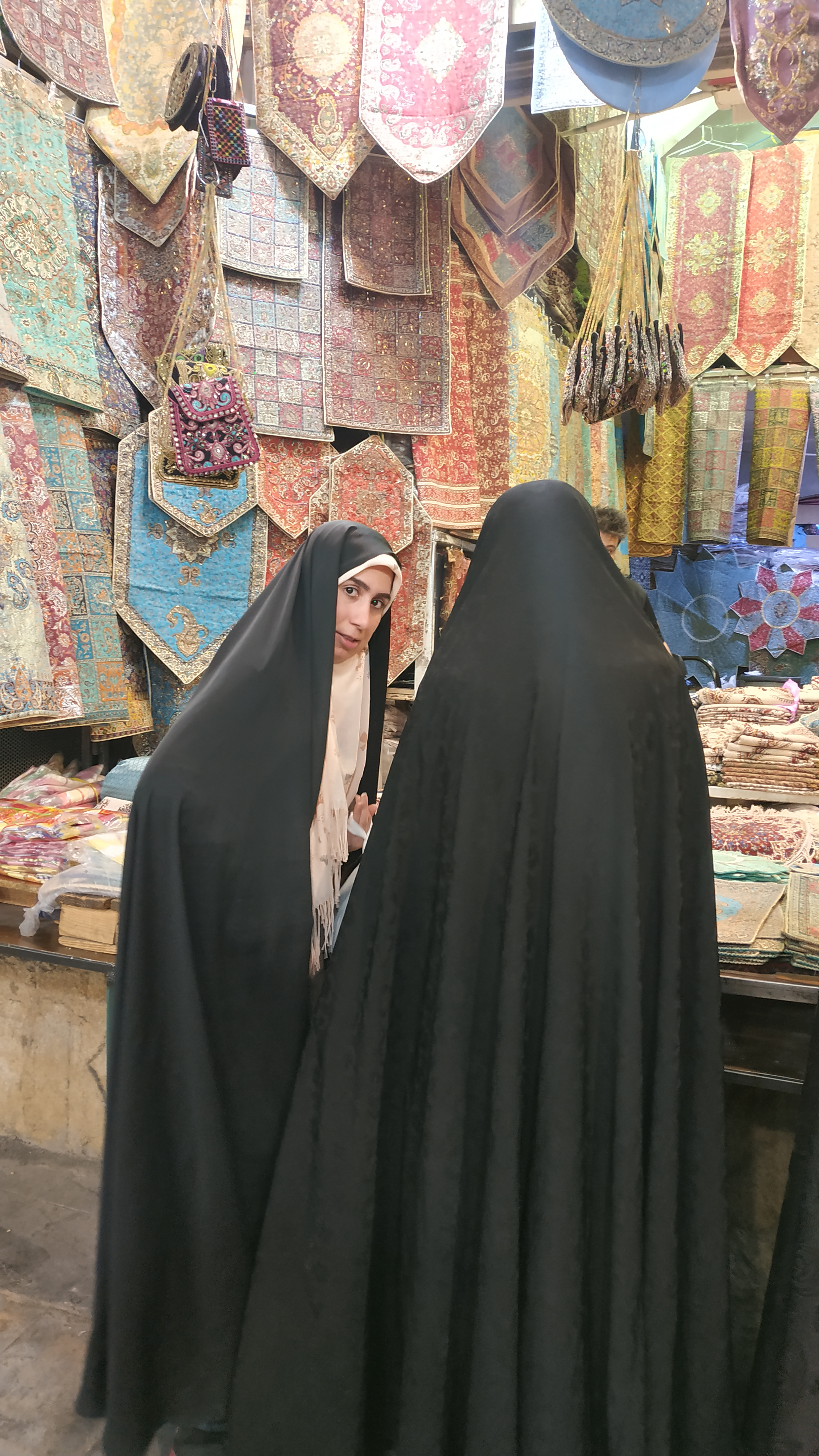
Iran (2019).

La docente Fadwa El Guindi, nel suo libro sulla storia dello hijab, pone l'origine di questo costume nell'antica Mesopotamia, dove le donne rispettate portavano il velo, mentre le prostitute e le serve non potevano portarlo. Di conseguenza il chador mostrava lo stato sociale. Questa pratica sembra che sia poi stata adottata dai sovrani persiani della dinastia degli Achemenidi, che, come racconta lo storico greco Plutarco, avevano l'abitudine di nascondere dalla vista degli altri le proprie mogli e concubine.
(Plutarco. Vite parallele, Vita di Temistocle 26,1)
Va notato, comunque, che le mogli venivano nascoste in carri, non dai chador, all'epoca. Non ci sono infatti documenti che dimostrino l'esistenza del chador vero e proprio in epoca pre-islamica. Wolfgang Bruhn e Max Tilke nel loro libro del 1941 A Pictorial History of Costume, mostrano un disegno, pare copiato da un reperto degli Achemenidi, e risalente al V secolo dopo Cristo, di una donna con il volto coperto da un pezzo di stoffa avvolto alla testa. Questa prova è l'evidenza dell'uso del velo, ma non del chador. L'uso del velo continuò durante le dinastie Seleucide, Parti e Sasanidi, anche se esistono pochi documenti che lo confermano.
Anche le donne della classe dirigente greca e bizantina non mostravano il volto in pubblico. Fadwa El Guindi crede quindi che la pratica dello hijab, e quindi anche del chador islamico, sia un proseguimento di questo costume mediterraneo e vicino-orientale pre-islamico. Le donne islamiche vennero poi velate o segregate per garantirne il rispetto altrui.
Non è chiaro quando il chador prese la forma attuale. I visitatori europei del XVIII e XIX secolo hanno lasciato testimonianze del fatto che le donne iraniane portavano un lungo velo bianco, ma questo tipo di velo veniva indossato già da molto tempo.
Nel 1936 lo scià Reza Pahlavi della dinastia Pahlavi bandì il chador, considerandolo incompatibile con le sue ambizioni di ammodernamento. Secondo Mir-Hosseini e la già citata El Guindi "la polizia arrestava le donne che portavano il velo e le obbligava a toglierlo". Questa norma scandalizzò i chierici sciiti e anche molte donne comuni, per le quali "apparire in pubblico a viso scoperto era paragonabile alla nudità, ma questa mossa venne accolta positivamente dai cittadini occidentalizzati e dagli uomini e dalle donne della classe dirigente, che vedevano la cosa in termini liberali come primo passo per garantire dei diritti alle donne".
(Fatwa El Guindi, Veil: Modesty, Privacy, and Resistance, pp. 174-175)
Nel 1996 i Talebani, saliti al potere in Afghanistan, stabilirono che le bambine dovessero portare il chador, mentre le donne il burqa. Tuttora, anche dopo la esautorazione dei Talebani con una invasione straniera, le donne sono praticamente costrette a indossare il chador in pubblico.